# Municipio de Pleasant Valley (condado de Webster)
El municipio de Pleasant Valley (en inglés: Pleasant Valley Township) es un municipio ubicado en el condado de Webster en el estado estadounidense de Iowa. En el año 2010 tenía una población de 718 habitantes y una densidad poblacional de 24,81 personas por km².

## Geografía
El municipio de Pleasant Valley se encuentra ubicado en las coordenadas 42°27′19″N 94°6′49″O / 42.45528, -94.11361. Según la Oficina del Censo de los Estados Unidos, el municipio tiene una superficie total de 28.94 km², de la cual 28,34 km² corresponden a tierra firme y (2,06 %) 0,6 km² es agua.

## Demografía
Según el censo de 2010, había 718 personas residiendo en el municipio de Pleasant Valley. La densidad de población era de 24,81 hab./km². De los 718 habitantes, el municipio de Pleasant Valley estaba compuesto por el 93,59 % blancos, el 1,39 % eran afroamericanos, el 0,7 % eran amerindios, el 0,14 % eran asiáticos, el 0,28 % eran de otras razas y el 3,9 % eran de una mezcla de razas. Del total de la población el 2,65 % eran hispanos o latinos de cualquier raza.